# Ківгіла Авксентій Семенович
Авксентій (Оксентій) Семенович Ківгіла (Кивгила) (?, село Ставидла, тепер Олександрівського району Кіровоградської області — 1956?, Харків) — український радянський та військовий діяч, відповідальний секретар Івано-Лисогірського районного комітету КП(б)У міста Харкова. Член ЦК КП(б)У в листопаді 1927 — червні 1930 р.

## Біографія
Народився в селянській родині. Закінчив початкову школу. Працював підручним слюсаря в залізничних майстернях міста Таганрога.
Член РСДРП(б) з 1903 року.
З 1914 року — помічник паровозного машиніста станції Котельникове біля Царицина. Очолював більшовицьку підпільну групу на залізниці.
У 1915—1917 роках — солдат російської імператорської армії на Південно-Західному та Турецькому фронтах, учасник Першої світової війни.
Після Лютневої революції 1917 року повернувся в Котельникове, де очолив місцеву організацію РСДРП(б).
У грудні 1917 — травні 1918 року — голова Котельниковського військово-революційного комітету, який у лютому 1918 року захопив владу на станції Котельникове Області Війська Донського. З травня 1918 року — військовий комісар Котельниковського округу, голова Котельниковської окружної ради депутатів трудящих, голова Котельниковського окружного штабу оборони. З 1918 року — військовий комісар 1-ї Котельниковської соціалістичної дивізії, член Президії Царицинського губернського революційного комітету.
З 1919 року — військовий комісар кінного корпусу 10-ї армії РСЧА, уповноважений Революційної військової ради (Реввійськради) Першої Кінної армії Семена Будьонного.
Після закінчення громадянської війни в Росії — на господарських посадах. У 1922 році працював директором Царицинського металургійного заводу «Красный Октябрь».
Потім — на господарській та партійній роботі в Українській СРР. У другій половині 1920-х років — відповідальний секретар Івано-Лисогірського районного комітету КП(б)У міста Харкова. Працював заступником народного комісара легкої промисловості Української СРР.

## Нагороди
- орден Червоного Прапора (.02.1930)
- медалі